# ژاک-لویی داوید
ژاک لوئی داوید (به فرانسوی: Jacques-Louis David) (زاده ۳۰ اوت ۱۷۴۸ – درگذشته ۲۹ دسامبر ۱۸۲۵) نقاش نامدار فرانسوی و از پیشگامان سبک نئوکلاسیسیسم بوده‌است.
ژاک لوئی داوید از دانش‌آموختگان مدرسه عالی ملی هنرهای زیبای پاریس بود. در سال‌های ۱۷۸۰ نوع نگرش او به تاریخ نقاشی نشانهٔ یک تحول در سلیقه از سبک راحت روکوکو به سمت سختی و دشواری کلاسیک و به اوج رسیدن احساس و تلفیق با شرایط اخلاقی سال‌های پایانی رژیم باستانی بود.
وی از هواداران انقلاب فرانسه و از دوستان نزدیک ماکسیمیلیان ربسپیر، یکی از معروف‌ترین رهبران انقلاب فرانسه و بعدها از هواداران ناپلئون بناپارت گردید. ژاک لوئی دیوید پس از تبعید ناپلئون و بازگشت بوربون‌ها به سلطنت فرانسه، بخاطر نقشش در اعدام لوئی شانزدهم، محاکمه شد. اما لوئی هجدهم وی را مورد بخشش قرار داد و حتی به وی پیشنهاد همکاری با دربار را کرد. اما ژاک لوئی داوید آن را نپذیرفت و به تبعید خود خواسته در بلژیک رفت. داوید در اوایل قرن ۱۸ تعداد زیادی شاگرد داشت که همین امر باعث شد که تأثیر زیادی در هنر فرانسه خصوصاً در نقاشی تالار آموزشگاهی داشته باشد.
وی در تاریخ ۲۹ دسامبر ۱۸۲۵ میلادی در بروکسل درگذشت.

## اوایل زندگی

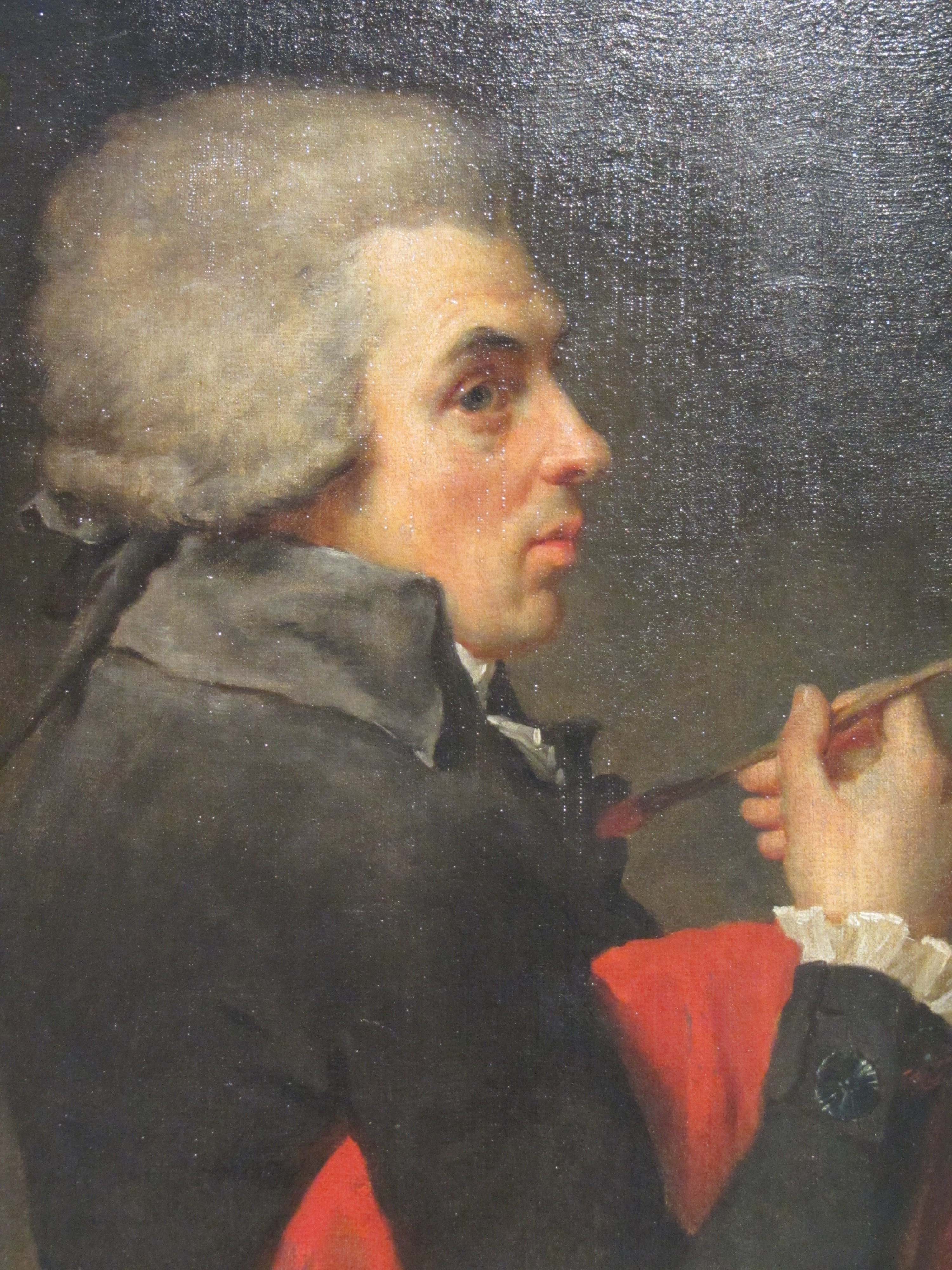
ژاک لویی داوید

ژاک لویی داوید در یک خانوادهٔ ثروتمند و از بازرگانان و تجار در ۳۰ اوت ۱۷۴۸ در پاریس به دنیا آمد. در آغاز دورانی که همراه با تغییرات عمیق زیبایی شناختی و اجتماعی بود. او تنها فرزند خانواده بود. از طرف پدر از خانواده‌ای بورژوا برخاست که به دنبال بهبود موقعیت خود در جهان از طریق کار سخت بودند و از طرف مادر از محیطی که برایشان تفاوتی میان خلق هنری و کاردستی و بدنی (فیزیکی) در تولید کار وجود نداشت. حدوداً ۹ ساله بود که پدرش در یک دوئل کشته شد و تحت تکفل عموهایش قرار گرفت. شاید این شرایط دلایلی باشند برای علائمی از عدم توانایی برای برقراری ارتباط و لجاجتی که ویژگی شخصی او شد. او توموری در صورتش داشت که مانع از حرف زدنش می‌شد به همین خاطر همیشه مشغول طراحی بود، تمام دفاترش با نقاشی پوشیده شده بود. داوید تصمیم گرفت که نقاش شود برخلاف اینکه عموها و مادرش می‌خواستند که او مهندس شود. داوید به مخالفت‌ها غلبه کرد و برای یادگیری نقاشی نزد فرانسوا بوشه (فرانسوا بوشه) استاد ونقاش آن دوره که خویشاوند نزدیکش هم بود رفت که نفوذ بوشه را در برخی از آثار اولیه اش می‌توان باز شناخت نبرد مارس مینروا(۱۷۷۱). بوشه نقاش سبک روکوکو بود اما به دلیل تغییر سلیقه‌ها از سبک روکوکو به سبک کلاسیک باعث شد بوشه تصمیم بگیرد به جای آموزش داوید او را نزد دوستش ژوزف ماریا وین نقاشی که سبک کلاسیک را در مقابل روکوکو استفاده می‌کرد بفرستد؛ بنابراین داوید در سن ۱۶ سالگی در سال ۱۷۶۴ برای آموزش نزد وین (پروفسور آموزشگاه سلطنتی) رفت. وین ایده‌های تازه‌ای در هنر داشت. او مهارت و استادی مقلدانی چون بوشه و فراگونار را کنار گذاشت و به مطالعهٔ طبیعت و نور طبیعی پرداخت. او یکی از نخستین کسانی بود که از بازگشت به کلاسیک باستان به عنوان منبع الهامی اخلاقی و خلو ص هنری حمایت کرد و کارهایش بیشتر با وقار بودند تا ساده و زاهدانه. جهت‌گیری‌های دو گانهٔ داوید به عنوان یک نقاش از همان آغاز خود را نشان داد: از یک طرف او به بزرگی و شکوه متمایل بود و از طرف دیگر به واقعیت، اما بیشتر از همه در آن سنین جوانی محرک اصلی او این بود که برای خود جایگاهی در آموزشگاه دست و پا کند. تنفر شدید داوید از آموزشگاه به خاطر رد کردن پیاپی او برای او تا آخر عمر باقی‌ماند. اولین بار به دلیل همفکری نکردن با وین و بر اساس داستان‌های غیرواقعی موقعیت برد را از دست دادو با دیگر به خاطر تعدادی از شاگردان که برای سال‌ها در این رقابت‌ها شرکت کرده بودند. وین احساس کرد که آموزش‌های داوید می‌تواند در برابر این نقاش‌های سطح متوسط آماده باشد اما داوید موفق به پیروزی نشد. در اعتراض داوید تلاش کرد که با نخوردن غذا از گرسنگی بمیرد. در آخر در سال ۱۷۷۴ برندهٔ جایزهٔ رم شد. نام اثر: (Antiochus and stratonice) این اثر در واقع اولین کار او بود که در آن استعداد ویژهٔ خود را که بعداً شهرت خود را مدیون آن شد به نمایش گذاشت (قدرت و حرارت ترکیب بندی و درخشندگی رنگ‌ها)، هر چند این اثر هنوز از مقداری تصنعی بودن و اغراق‌آمیز بودن حالت نمایشی در آن رنج می‌برد. او به همراه وین در سال ۱۷۷۵ در سن ۲۶ سالگی به ایتالیا رفت. وین به عنوان مدیر آموزشگاه انتخاب شده بود. داوید بیشتر اوقات نخستین سال اقامتش در رم شهری که زیر سلطهٔ گوته وینکلمان (یوهان یواخیم وینکلمان) و آنگلیکا کاوفمان بود را صرف طراحی چشم، گوش، پا و دست‌های زیباترین تندیس‌ها کرد. غالب نقاشی‌های این سال‌های تعین‌کنندهٔ حیات هنری او از دست رفته‌اند با این همه شواهد نشانگر آن است که این کارها مانند کارهای کاراواجو و تیرگی پردازان در سایه‌ای سیاه غرق شده بودند. در آن هنگام او در مورد استادان بزرگ مطالعه می‌کرد و بیشتر از همه خواستار رافائل منگس بود. آثار داوید در آن دوران دارای رئالیسم آناتومیکی بودند، بی واسطه بودن ارتباط با میل‌ها، رنگ‌های پاکیزه و قدرت کنتراست‌ها همه حکایت از مدل‌های جدید ایتالیایی داشتند اما ترکیب بندی آن‌ها هم چنان سلیقهٔ نقاش فرانسوی باروک قرن ۱۸ را منعکس می‌کرد. داوید دربارهٔ سفرش به ایتالیا گفت: «پرده از برابر چشمانم افتاد من متوجه شدم که نمی‌توانم سبک خود را بهبود بخشم به خاطر اینکه زیر بنای اصل آن اشتباه بود و من باید آغاز می‌کردم به اینکه تمام آن چیزی را که زمانی زیبایی و حقیقت می‌پنداشتم را طرد کنم» بعد از این داوید کوشید تا با مفاهیم جاودانه از کلاسیک گرایی انقلابی در هنر جهان به وجود آورد. داوید همواره در طول پیشهٔ خود به عنوان یک نقاش ۲ راه موازی را طی کرد: نقاش پرتره و نقاش تاریخی.

## اوایل کار
داوید پس از ۵ سال زندگی به پاریس برگشت. پیشرفت او بسیار کند بود و او تازه در ۱۷۸۰ پس از نمونه برداری از یک نقاشی یک سال پیش از شام آخر والنتین دوبولون، فرانسوی که پیرو کاراواجو در پالازو باربینی بود خودش را پیدا کرد. طبیعت‌گرایی قدرتمند و نور پردازی دراماتیک دو بولون که مجسمهٔ ظریف و دقیق اشیاء و و شخصیت‌ها را می‌تراشید چیزی را درون او تحریک کردو در ۱۷۸۱ او یک نقاشی از یک ژنرال رومی بلیساریوس را به آموزشگاه ارائه داد که بیانگر دنیای زیباشناسی جدیدبود که او به تازگی کشف کرده این اثر به اثر پذیرفته شدهٔ او توسط فضای آموزشگاهی تبدیل شد و هنر جویان زیادی را به دنبال او گرد آورد. داوید در ۱۷۸۳در ۳۵ سالگی به عضویت فرهنگستان درآمد اما چندی نگذشت که از فرهنگستان و همهٔ مقام‌های سلطنتی که آن‌ها را «کلاه گیس به سرها» می‌نامید بیزار شد. داوید توسط نقاشان معاصر معروف آن دوره مورد تحسین قرار گرفت اما مدیران آموزشگاه سلطنتی مخالف این نقاش نو پا و جوان بودند. بعد از همایش باستانی که آرزوی بسیاری از هنرمندان بزرگ است شاه به داوید اتاقی در لور اهدا کرد. هنگامی که نمایندهٔ ساختمان‌ها M-Pecoul با داوید به توافق رسید از او خواست که با دخترش مارگریت شارلوت ازدواج کند. این ازدواج برای داوید ثروت و ۴ فرزند دربرداشت. داوید حدوداً ۴۰ تا ۵۰ شاگرد داشت که توسط دولت برای نقاشی حمایت هوارس توسط پدرش برگزیده شد. داوید تصمیم خودش را گرفت: «فقط در رم می‌توانم رومانس را به تصویر بکشم» پدر همسرش هزینهٔ سفرش را مهیا کرد و داوید همراه همسر، سه تن از شاگردانش عازم رم شد.
داوید موضوعاتش را و قدرت الهام بخش خود را از قهرمان‌های عهد باستان بر گرفت، از استادان ایتالیایی و از پوسین شور و شدت رنگ گذاری، کنتراست نورها و قوت ترکیب بندی را فرا گرفت و او مهارت تکنیکی را مدیون نقاشان قرن ۱۸ بود اما سختگیری و جدیت و درک فخیم خود را وامدار قرن ۱۷ بود. تعداد پرتره‌هایی که در این زمان کشیده مبین این است که او به چه شخصیت مهمی در اجتماع بدل شده‌است. مدل‌های او همه افراد موفق بودند. نتیجهٔ بررسی آثار باستانی و برخورد او با جریان احیای کلاسیک گرایی در پردهٔ سوگند هوراتی‌ها ۱۷۸۴ انعکاس یافت.

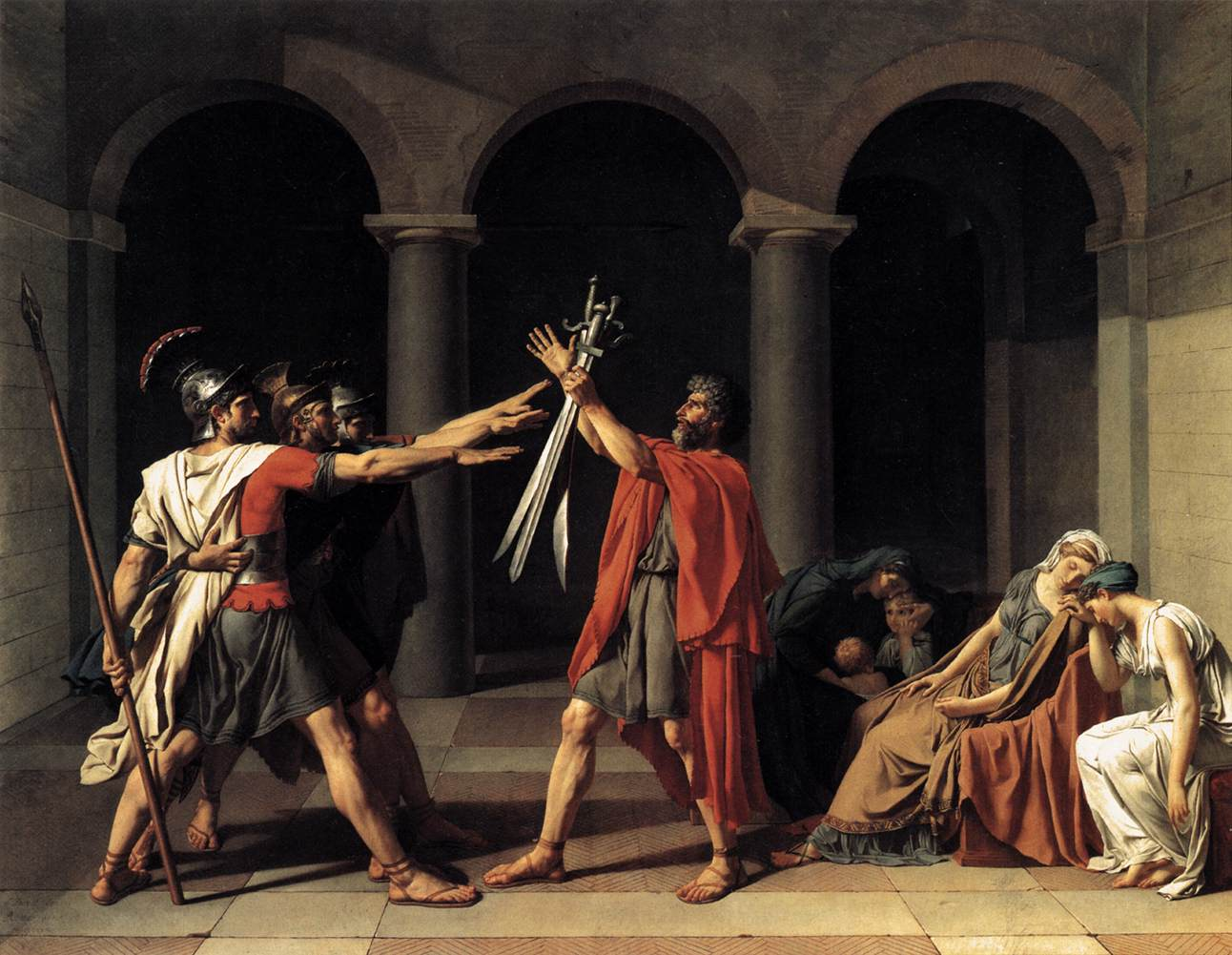
سوگند هوراتی‌ها، ۱۷۸۴

سوگند هوراتی‌ها برادران هوراتیوس را تصویر می‌کند که برای دفاع از رم و نبرد با سه برادر کوریاتیوس از کشور همسایهٔ آلبا انتخاب شده بودند (پیکار هوراتی‌ها و کوریاتی‌ها). از سه دشمن یکی نامزد هوراتیا، خواهر هوراتیوس هاست. واقعه را مورخان رومی ـ خاصه تیتوس لیویوس در کتاب از پیدایش روم ـ ثبت کرده‌اند، واقعه‌ای که هر چند در حکومت پادشاهی روم رخ داد به اعتقاد فرانسوی‌ها نمونهٔ عشق به جمهوری است. به نظر می‌رسد که سوگند سه برادر به شمشیرهای آخته در دست پدر ساختهٔ ذهن داوید باشد. داوید بی شک از بسیاری از تصاویر سوگند خوردن الهام گرفته‌است که از وقتی گوین همیلتون در سال ۱۷۶۴ سوگند بروتوس را خلق کرد به تصویر کشیده شده‌است. در این پرده آدم‌ها همانند ترکیب بندی‌های گرز در پلانی برجسته و واضح و در برابر پس زمینه‌ای حرکت می‌کند که به زعم داوید شکل صحیح معماری رومی آغازین است و در واکنش صریح به مارپیچ تصویر که شاخص ترکیب بندی‌های بوشه و ژان اونوره فراگونار است به کار گرفته شده‌است. عزم ستیز در قهرمانان جوان در هیئت آنان آشکار است هیئتی که جلالی تندیس وار دارد با این همه از بسیاری تندیس‌ها پر صلابت تر است و نیز هوراتیا، خواهرش و نیز مادر و خواهر زادهٔ خردسال بر نزاعی که میان برادر و محبوب در خواهد گرفت با وقار خاص تصاویر کلاسیک زاری می‌کنند. همهٔ شکل‌های مرد وزن شفافیتی موهوم دارد که از شفاف‌ترین کارهای نیکولاس پوسین در سدهٔ ۱۷ فرا می‌رود. عضله‌های مردانهٔ قدرتمند و دست‌ها و پاهای لطیف زنانه و حتی جامه پردازی سختی و استحکام فولاد شمشیرهای آخته را دارند. در این اثر تفکیک جنسی مشهود است. رنگ آمیزی که مانند سطح‌های ساکن است به حوزه‌های فردی محدود شده و از تبادل رنگ‌های شاخص سنتهای باروک و روکوکو نشانی نیست. این پرده نه فقط مرگ قطعی هنر روکوکو را اعلام کرد بلکه خط روشنی بین کلاسیسیسم روکوکو و کلاسیسیسم انقلابی کشید. در واقع این اثر داوید به نیازی پاسخ می‌گفت که از سال‌ها پیش برای دستیابی بر هنری متین و ساده و عقلانی در برابر زیبایی تزئینی و سبکسری روکوکو پیدا شده بود و به تدریج شدت گرفته بود. به عبارت دیگر فرهنگ بورژوازی از میانهٔ قرن تا آن زمان در جستجوی هنری بود که هدفش معیارهای والای آموزش جدی و صلابت زیبایی شناختی باشد. نقاشانی چون گرز و وین در این جهت گام نهاده بودند ولی اثری که اکنون به دست داوید آفریده شده بود هر دو معیار مزبور ار به‌طور کامل در خود داشت و والاترین تصویر کلاسیک گرا شناخته شد. به تعبیری همان قدر که شام آخر لئوناردو دا وینچی کاملاً نمایندهٔ مفهوم رنسانسی هنر بود این اثر هم کمال مطلوب سبک زمانه اش را نشان می‌داد. سادگی و بی پیرایگی تصویر بر شدت وفاداری هوراتی‌ها می‌افزاید این امر در سادگی فضای کم عمق و حتی در انتخاب ستون‌های دوریک توسکانی ساده و بدون پایه که لودو یک دهه پیش در فرانسه آن‌ها را رایج کرد قابل رویت است و این سادگی در هم سطح بودن خشک شخصیت‌ها ومعماری که هم راستا با سطح تصویر است و همچنین هندسهٔ تند سطح و طاق‌ها و جنگجویان به خوبی دیده می‌شود. اما این طبیعت‌گرایی و شدت کاراواجویی است که این تصویر را از کلاسی سیزم روکوکو و رنسانس متمایز کرده‌است. این نقاشی عظیم دربارهٔ خشونتی قریب‌الوقوع است که مادر نگران در زمینهٔ مبهم و تیرهٔ تصویر تلاش می‌کند فرزندانش را از این خشونت در امان نگه دارد. کلاسیک گرایان رم این پرده را بسیار ستودند اما هنگامی که در ۱۷۸۵ در «سالن» پاریس به نمایش درآمد بی‌درنگ تحسین هنرمندان همهٔ ملت‌ها ی اروپایی را برانگیخت و به عنوان «زیباترین پردهٔ نقاشی قرن» و یک اثر انقلابی بر شناخته شد.
در سال ۱۷۸۷ داوید به مدیریت آموزشگاه فرانسه در رم که عمیقاً خواستار آن بود منصوب نشد و این یکی از دلایلی بود که سبب شد داوید در سال‌های ورود به آموزشگاه از آن سخت انتقاد کند. داوید در آثار بعدیش بارها به مضمونهایی که از تاریخ باستان اقتباس شده بود پرداخت تا حساسیت خود را نسبت به شرایط فرانسهٔ آن روزگار بیان کند.

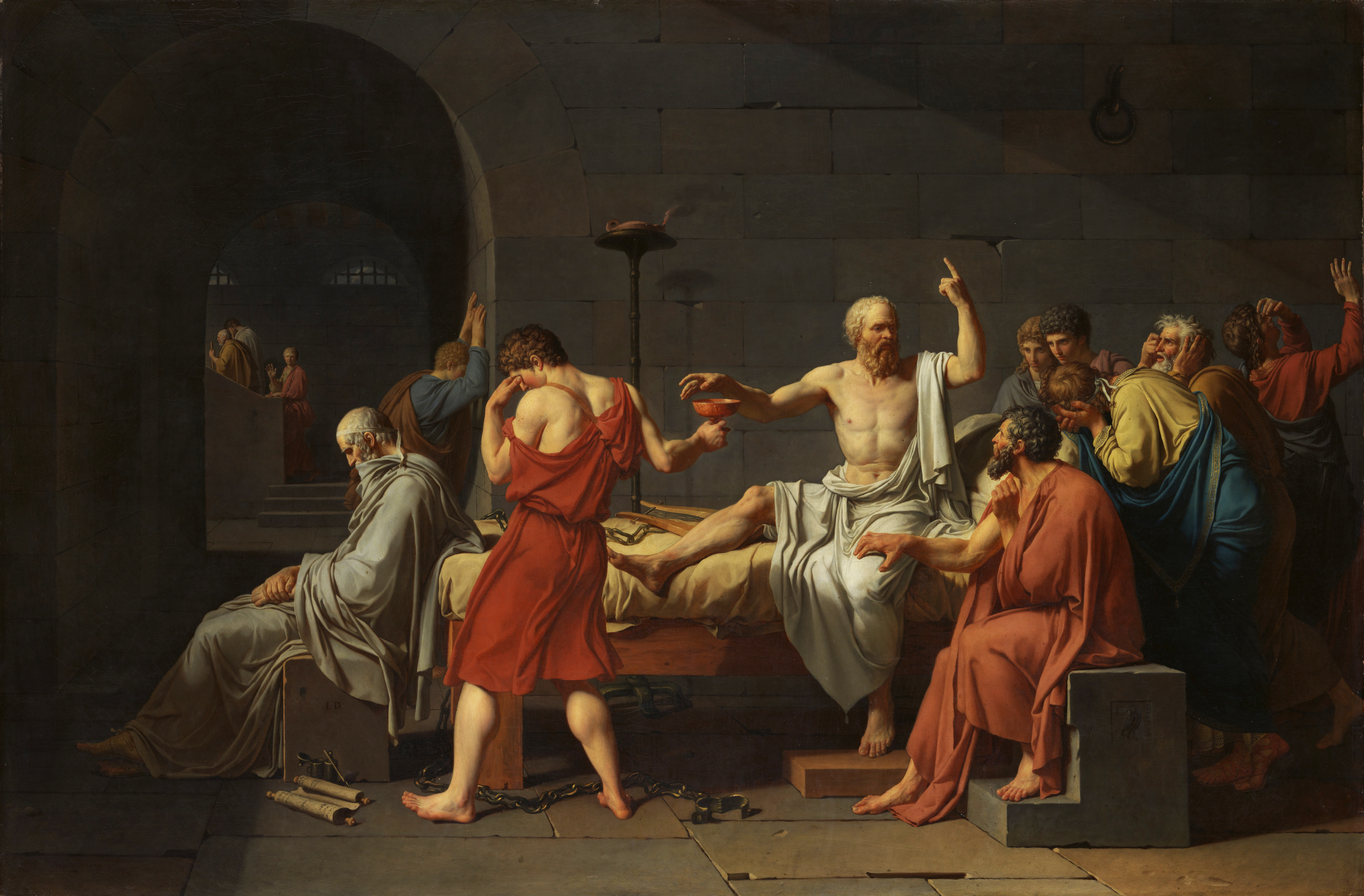
مرگ سقراط، ۱۷۸۷

در پردهٔ مرگ سقراط در ۱۷۸۷ نیز موضوعی باستانی را با صحنه پردازی کلاسیک ارائه کرد او در اینجا باز هم از یک رویداد تاریخی برای دعوت عام به استقامت و پایداری مدد جست. سقراط در میان شاگردان اندوهگینش با ارادهٔ استوار جام شوکران را به خاطر اثبات حقیقت می‌نوشد. در این پرده هم بدن‌های محکم و تندیس وار به صورت صفی از پیکرها یی که در پیش صحنه حرکت می‌کنند مورد تأکید قرار گرفته‌اند و فضای مستطیل پردهٔ نقاشی به طرزی یکنواخت و ساده و بی‌پیرایه نمایانده شده آیت. او می‌خواست واقعیت تاریخی را در قالبی موجز و محکم بنمایاند تا هر چه بیشتر بر بیننده اثر بگذارد. افلاطون پیرمردی که در انتهای بستر نشسته هم در تصویر مشهود است. نقاشی بسیار با اوضاع سیاسی آن دوره همخوانی دارد. برای این نقاشی داوید از سوی «گروه مشوقان» سلطنتی مورد تجلیل قرار نگرفت.

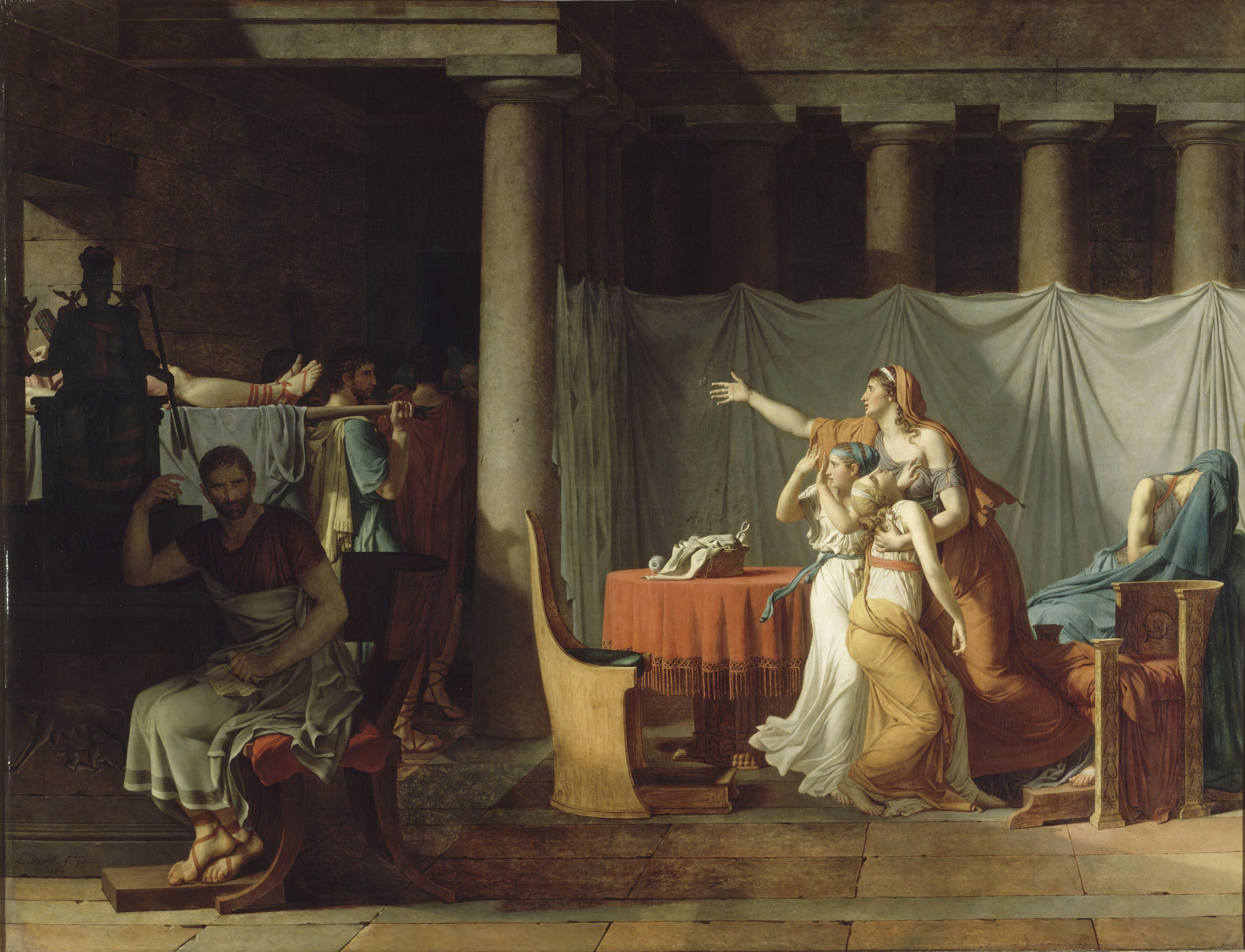
تبرداران برای بروتوس جسد پسرانش را می‌آورند، ۱۷۸۹

نقاشی بعدی داوید تبرداران برای بروتوس جسد پسرانش را می‌آورند در سال ۱۷۸۹ بود که به اوج اشتهار می‌رسد. پیش از این قالب و اسلوب کارش مورد پذیرش قرار گرفته بود و اینک بیشتر به خاطر تفسیرهای اخلاقی- سیاسیش ستوده می‌شد. در این پرده نیز مضمون میهن‌پرستی را از تاریخ رم باستان اخذ می‌کند اما همچون آثار قبلی فرانسهٔ معاصرش را مخاطب قرار می‌دهد و فرانسهٔ انقلابی به استقبال چنین پیامی می‌رود. در ابتدا هیئت مدیرهٔ سلطنتی اجازهٔ نمایش این اثر را مانند تصویر لاوازیه اثر داوید نداد اما خشم مردم گروه سلطنتی را وادار کرد که این اثر را به نمایش بگذارند. این نقاشی بزرگ بود و توسط شاگردان داوید تهیه شده بود که فرماندهٔ رومی را که عزادار پسرانش بود را نشان می‌داد. بروتوس قهرمانی مدافع حکومت بود حتی به ارزش از دست دادن خانوادهٔ خودش. پسران بروتوس برای واژگونی حکومت و پس گرفتن سلطنت تلاش می‌کردند که پدر شان برای حفظ حکومت دستور مرگ آن‌ها را صادر کرده بود. کل نقاشی نمادی از جمهوری بود و بدیهی است که معنای ژرفی از این دوران فرانسه را دربردارد.

## انقلاب فرانسه
با آغاز انقلاب فرانسه در ۱۷۸۹ داوید نیز یک انقلابی افراطی بود. در اوایل داوید حامی انقلاب و از دوستان ربسپیر (دولتمرد انقلابی فرانسه) و عضو گروه دموکرات رادیکال بود. او در جمهوری جدید که در سال ۱۷۹۲ استقرار یافت به یک شخصیت قدرتمند تبدیل شد. او یکی از اعضای مجلس ملی و مسئول امور هنری بود در نتیجه وزیر تبلیغات شد. به زودی داوید دیدگاه انتقادیش به آموزشگاه سلطنتی نقاشی و مجسمه‌سازی را تغییر داد. علت این تغییر دورویی سازمان و تضاد شخصیتشان در مقابل کارهای داوید که در دوران قبل هم دیده می‌شد بود. آموزشگاه سلطنتی مملو از شاهانه گرایی شده بود و داوید برای اصلاح این روند تلاش کرد. با این وجود در مقابل سمبل‌های رژیم قدیمی تفاوت طبقاتی وجود داشت و آموزشگاه (مجلس) ملی خواهان تغییراتی برای هماهنگ شدن با این نهاد جدید بود. داوید کاری را شروع کرد که بعدها منجر به تعقیب او شد. تبلیغ برای جمهوری جدید. در سال ۱۷۸۹ برای بر جای گذاشتن نشانهٔ هنریش بر روی نقاشی سوگند در آستان تنیس در اوایل تاریخ انقلاب فرانسه تلاش کرد. نقاشی داوید بروتوس را در حین بازی با فرانسوی معروف ولتر نشان می‌داد. این تصویر گویای تناسب، بیش از حد بزرگ بود. پیکره‌ها در پس زمینه در اندازهٔ طبیعی بودند. داوید این مسئولیت را خارج از محکومیت سیاسی شخصی بلکه بیشتر به این دلیل که برای این کار گماشته شده بود قبول کرد. این نقاشی برای بزرگداشت این واقعه بود که هرگز کامل نشد. در ماه می‌نهادهای عمومی (مردمی) برای اصلاح دیدگاه‌های سلطنتی ملاقاتی را بر پا کردند. اعضا مجلس ملی جدید را در نزدیکی آستان تنیس تشکیل دادند و عهد کردند که تا تشکیل قانون اساسی با یکدیگر هم پیمان بمانند. در سال ۱۷۸۹ این وقایع به عنوان نمادی از وحدت ملی در مقابل رژیم باستانی دیده شد. فرانسه در بحبوحهٔ انقلاب بود همه احساس می‌کردند که انقلاب به نقطهٔ عطف خود رسیده‌است. انقلاب دیگر یک اصلاحات نبود بلکه به افراطی‌گری کشیده شده بود، فرانسه در خطر بود. در یک طرف رژیم قدیم که طرفدارانش عده‌ای خیانت کار و سرکوب گر محسوب می‌شدند و در طرف دیگر مردمی که به حمایت از ملت و آزادی جمع شده بودند. ۶ سپتامبر مارا داوید را به عنوان کاندید نمایندگی مجلس ملی نامزد کرد و در روز هفدهم به این سمت برگزیده شد و به خیل افراطیونی پیوست که به گروه دموکرات‌های رادیکال معروف بودند از جملهٔ آن‌ها دانتون، مارا و روبسپیر بود. این مرحله به دلیل در گیر شدن داوید با سیاست چشمگیر تر است. سو گند در آستان تنیس اثر داوید در واقع برای خلق نمایی از درام بود. قدرت بسیار مردم سرتاسر صحنه مانند هوای طوفانی به چشم می‌خورد حس مالکیت طوفانی که می‌رفت تا به انقلابی تبدیل شود. نماد گرایی در این کار هنری به دقت وقایع انقلابی آن دوره را نشان داده‌است. تلاش داوید برای نشان دادن وقایع سیاسی انقلاب در زمان واقعی مسیر تازه هنر جهان را به مخاطره انداخت. شرایط سیاسی در فرانسه دگر گونی فراوان برای پذیرفتن اتمام نقاشی را اثبات کرد. داوید در سال ۱۷۹۰ شروع به تبدیل هم‌زمان وقایع به یک تصویر تاریخی مهم (بزرگ) که در سالن سال ۱۷۹۱ به شکل یک طراحی بزرگ با خودکار و جوهر به نمایش درآمد. اتحادی که در سوگند آستان تنیس نمادین شده بود بزرگ‌تر از بنیادگرایی در سال ۱۷۹۲ نبود. مجلس ملی شکاف بین حزب محافظه کاران و بنیاد دموکرات رادیکال‌ها داشت که هر دو بر سر قدرت سیاسی رقابت می‌کردند شمار قابل ملاحظه‌ای از قهرمانان سال ۱۷۸۹ به شروران سال ۱۷۹۲ تبدیل شده بودند. در جو بی‌ثبات سیاسی کارهای داوید نیمه کاره باقی‌ماند. پس از این داوید کوشید تا بیانیه سیاسی را در نقاشی‌هایش ایجاد کند. هنگامی‌که ولتر در سال ۱۷۷۸ در گذشت کلیسا از به خاک سپاری او خودداری کرد و پیکر ولتر در نزدیکی صومعه به خاک سپرده شد. در سال ۱۷۹۱ داوید برای رهبری کردن و سازماندهی مراسم گروهی که مبارزه‌ای را برای دریافت پیکر به خاک سپردهٔ ولتر که در معبد خدایان بود آغاز کرده بودند انتخاب شد. این اولین مراسم سازماندهی شده توسط داوید برای عموم مردم بود. او کار خود را با سازمان دادن مراسم‌هایی برای شهدایی که در جنگ‌های پادشاهی مرده بودند ادامه داد. داوید نمادهای انقلابی بسیاری را در اجراهای نمایشی و آهنگ‌های ارکستر مراسم مذهبی ترکیب کردکه موجب بنیادی شدن هنرهای کاربردی شد. در ۱۷۹۱ شاه تلاشی بیهوده برای فرار از کشور کرد امادر مدت زمان کوتاهی در حاشیهٔ اتریش دستگیر و تحت نظر گارد پاریس با اجبار به کشور بازگردانده شد. لویی شانزدهم از امپراتور اتریش در خواست مخفیانه‌ای مبنی بر اینکه او را به پادشاهی اش برگرداند کرد. در خواست او پذیرفته شد و اتریش فرانسه را در صورت آسیب رساندن به زوج سلطنتی تهدید کرد. در واکنش مردم شاه را دستگیر کردند که در نهایت بعد از اعدام لویی و همسرش و ویران شدن سلطنت بوربن سلطنت به دست ناپلئون افتاد. در زمان تشکیل کنگرهٔ ملی جدید داوید با دوستانش ماراو روبسپیر در آن حضور داشتند که در همایش داوید به تروریست تند لقب گرفت. کنگرهٔ جدید دادگاهی برای لویی شانزدهم تشکیل داد و داوید برای اعدام او رأی داد و همین امر باعث شد همسرش که طرفدار سلطنت بود از او جدا شود. لویی ۱۶ در ۲۱ ژانویه در ۱۷۹۳ اعدام شد.

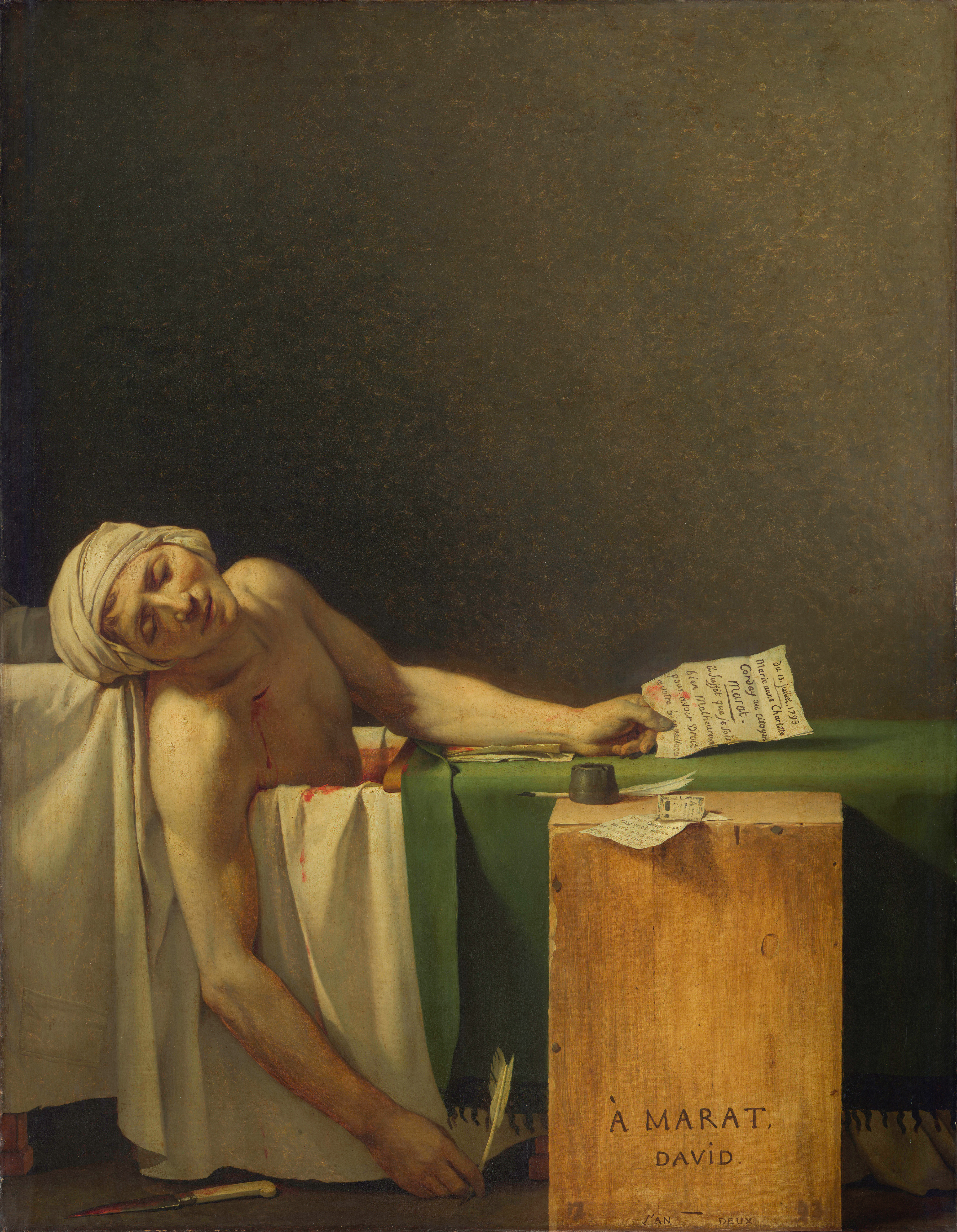
مرگ مارا، ۱۷۹۳

مهم‌ترین اثر داوید مرگ مارا در سال ۱۷۹۳ است که شکوهی تراژیک دارد. چرا که موضوع با صراحت و عاری از تمثیل ارائه شده‌است. مارا از رهبران انقلاب (دوست داوید) به ناچار همواره در یک حمام طبی سر می‌کرد زیرا در جنگ و گریز با پلیس سلطنتی در فاضلاب پاریس مخفی و مبتلا به بیماری پوستی شد. کارهایش را نیز همان‌طور که در آب بود بر جعبه‌ای چوبی که میز کارش بود انجام می‌داد. در ۱۳ ژوئیه ۱۷۹۳ ضدانقلاب جوان شارلوت کورده (شارلوت کوردی) امکان ورود به محل اختفای او را یافت و یادداشتی به این مضمون به او داد: «من غمگینم و همین به من حق می‌دهد که به حسن نیت شما امیدوار باشم» و وقتی مارا یادداشت را می‌خواند زن دشنه‌ای بر سینه اش نشاند. پس از حادثه بی‌درنگ داوید را فرا خواندند تا در همان حال طرحی از جسد را ترسیم کندو همین طرح با مختصر بازآرایی جهت تأثیرگذاری بیشتر بدل به پردهٔ به یاد ماندنی مرگ مارا شد. در مرگ مارا نه تنها تاریخ کلاسیک بلکه شیوهٔ باز نمایی جسد سنتی مسیح (برای مثال سوگواری مریم بر جسد مسیح اثر میکل آنژ) و نور پردازی غیرمستقیم و بسیار درخشان کاراواجو و پیروانش که صحنه پردازی نامعین دارد تداعی می‌شود. داوید الوارهای ستبر را به خوبی شاردن به تصویر درآورده اما آن‌ها را همچون لوح نوشته‌ای کلاسیک به موازات سطح تصویر آرایش داده و واژه‌های «به مارا، داوید، سال دوم» را بر آن نگاشته‌است. شیوهٔ اجرای با صلابت سر و بدن نشانگر مهارت نامنتظرهٔ داوید در استفاده از رنگ خمیر سان برای نمایاندن بدن برهنه است و پرداخت پر مایهٔ پس زمینه با شبکه‌ای از قلم ضربه‌های ریز و در هم تنیده که به آن بافتی مر تعش بخشیده‌است. معاصران احتمالاً به این تصویر مانند یک گزارش مدرن نگاه می‌کردند. آن‌ها به اینکه این تصویر دروغی تبلیغاتی است اهمیتی نمی‌دادند. حمام مارا بسیار مجلل بود و فضای درونی راهبه گونه و جمهوری خواهانه نداشت. مارا شهرت به زشتی داشت اما در اینجا او شکل ظاهری یک خدای یونانی و چهره‌ای فرشته وار دارد. ملافه‌ها یادآور کفن مسیح هستند. صندوق بسیار معمولی که برای نوشتن استفاده می‌شده‌است به سنگ قبری که در اثر زمان فرسوده شده تعالی پیدا کرده‌است. داوید پیکر نگاری مذهبی را برای ستایشی غیر مذهبی مناسب دانسته‌است. نگاه نقاشی ریشه در سنت کلاسیک کهنی دارد که به نیکلا پوسن، رافائل، کاراواجو و عهد باستان بر می‌گردد اما شدت شخصی بودن آن خیلی از دورهٔ رمانتیک دور نیست. اگر چه داوید و مارا مانند اکثریت اصلاح طلبان جامعه جهان مدرن بی‌دین بودند اما گویی نوع جدیدی از مذهب را خلق کردند. در مرکز این باورها مقاومت در برابر جمهوری بود. بعد از اعدام شاه جنگ بین جمهوری جدید و تقریباً هر قدرت بزرگی در اروپا شیوع پیدا کرد. داوید به عنوان عضو کمیتهٔ امنیت اجتماعی مستقیماً بر روی ترور سلطنتی تأثیرگذار بود. به زودی جنگ بالا گرفت. گروهی از فرانسویان در سرتاسر هلند که بعداً بلژیک شد راهپیمایی کردند و فوراً کمیتهٔ امنیت اجتماعی را برای جلوگیری از بیشتر شدن جنگ تشکیل دادند. بعد از آن توطئه گران روبسپیر را در مجلس ملی بازداشت کردند و در پیامد ترور سلطنتی او را با گیوتین اعدام کردندو داوید را در آستانهٔ محکومیت به مرگ روانهٔ زندان کرد ند. (گیوتین قاتل مردم ناکام، اشراف‌زاده‌ها و کشیش‌ها و دشمنان بود) در زندان داوید تصویر خودش را که جوان‌تر از آنچه بود را به تصویر کشید.

## بعد از انقلاب
پس از ملاقات همسر داوید با او در زندان داوید طرحی از داستان زن سابین را بیان کرد. زن سابین با رفتن بین جنگجویان صلح را اعمال کرده بود. هنگامی که داوید بالاخره از زندان آزاد شد و به کشور بازگشت فرانسه تغییر کرده بود. همسرش به آزادی او کمک کرده بود داوید نامه‌ای برای او نوشته بود که گفت هرگز از عشق او دست برنمی‌دارد. داوید دوباره در سال ۱۷۹۶ با همسر سابقش ازدواج کرد و موضع خود را تغییر داد و به کارگاهش برگشت، شاگردانی گرفت و مهم‌ترین بخش این بود که از سیاست کناره‌گیری کرد. داوید این نقاشی را برای گرامیداشت همسرش کشیده بود که با این زمینه عشق بر کشاکشی بین آن‌ها غالب شد.

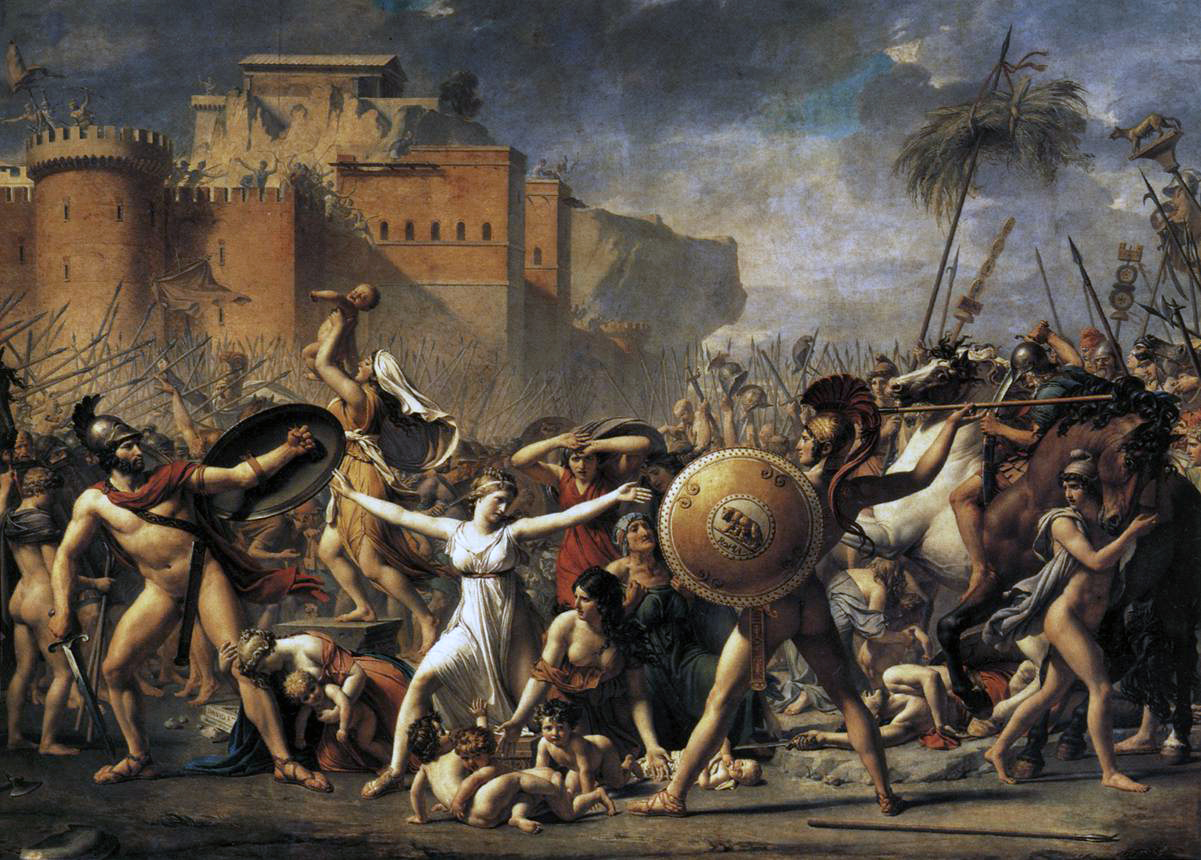
مداخله زنان اهل سابین، ۱۷۹۹

در پردهٔ مداخله زنان اهل سابین ۱۷۹۹ داوید با رجوع به یک افسانهٔ باستانی صلح و دوستی را می‌ستاند زنان ربوده شده از قوم سابین جسورانه می‌کوشند از نبرد بین مردان رباینده و پدران و همسرانشان جلوگیری کنند. این تصویریست مربوط به دورهٔ دیرکتوآر که جایگزین دورهٔ وحشت شده‌است. داوید پس از تجربهٔ سقوط دولت انقلابی روبسپیر و گذراندن چند ماه در زندان اینک گروه‌های سیاسی را به صلح و آشتی فرا می‌خواند. در اینجا با وجود تغییراتی در قالب و محتوا همچنان کلاسی سیزم داوید پا بر جاست. هنوز اصول پوسین ویژگی عام ترکیب بندی را معین می‌کند. داوید پردهٔ زنان سابینی را محصول پیشرفت کار خود می‌دانست و در برابر خصلت رومی نقاشی‌های گذشته اش آن را یونانی می‌شمرد. او برای پیکره‌های اصلی این پرده مجسمه‌هایی را که ناپلئون بناپارت از ایتالیا به فرانسه فرستاده بود الگو قرار دادو مردان جنگده را به سیاق هنر یونانی در هیئتی برهنه نمایاند. گرایش داوید به یونان باستان جلوه‌ای تازه از همان اشتیاقی بود که اروپا از میانهٔ قرن به این سو برای شناخت دنیای باستان از خود نشان داد. در کارهای داوید برجسته‌ترین شخصیت‌های مردمی از شاهکارهای یونانی هستند. داوید همگام با تحولات تاریخ و فرهنگ فرانسه تغییر می‌کرد در آستانهٔ سدهٔ ۱۹ چند تک‌چهره از زنان مشهور ساخت که در آن‌ها توانست برخوردی بی واسطه و صریح با واقعیت داشته باشد. این تک چهره‌های داوید ادامهٔ همان گرایش یونانی او در پردهٔ زنان سابینی و در واقع بیانگر عدول وی از سختگیری‌های هنریش در دوران انقلاب هستند. از جمله در تابلوی مادام رکامیه در سال ۱۸۰۰. در اینجا مادام رکامیه که از شخصیت‌های اجتماعی آن روزگار بود. جامه‌ای زیبا به تن کرده و کلاهی به سبک یونانی بر سر نهاده و در محیطی تشریفاتی روی یک تختخواب پومپئیائی لمیده‌است.

## ناپلئون
داوید پس از رهایی از زندان به ناپلئون به عنوان مردی که از دل هرج و مرج انقلاب نظم پدیدآورد علاقه‌مند شد و با گذشت زمان این علاقه فزونی یافت. داوید چگونه می‌توانست به جز شیفتگی احساسی به ناپلئون داشته باشد مخصوصاً حالا که ناپلئون او را تحسین می‌کرد و با او دربارهٔ نقشه‌هایش در بارهٔ زیباسازی پاریس مشورت می‌کرد و با او به پیاده‌روی‌های طولانی می‌پرداخت. به داوید پیشنهاد موقعیت نقاش حکومت داده شد اما داوید آن را رد کرد به دلیل اینکه شاید در انتظار موقعیت بهتری بود. بعد از موفقیت کودتای دتات (detat) ناپلئون به عنوان اولین کنسول داوید را برای انجام مراسم یادبود شجاعتش در سراسر آلپ برگزید. اگر چه ناپلئون آلپ را با قاطر طی کرده بود از داوید خواست که او را آرام بر روی اسبی آتشین نقاشی کند.

ناپلئون در حال عبور از آلپ، ۱۸۰۰

در سال ۱۸۰۴ او به عنوان نقاش رسمی امپراتور فرانسه ناپلئون معرفی شد و در مجلس تاجگذاری حضور پیدا کرد. از همینجاست که نشانه‌های گرایش آکادمیسم در کار داوید بارز می‌شود و در آثار برخی شاگردانش ادامه می‌یابد. هر چند داوید تنها نقاش امپراتور نبود سفارش‌های مهمی چون تاج‌گذاری ناپلئون نشان دهندهٔ اعتماد دربار به اوست. کار در ۱۸۰۴ سفارش و در ۱۸۰۵ تا ۱۸۰۷ نقاشی شد. کاری سترگ که در آن مکتب نوکلاسیک سخت یاب نقاش فقط در باز نمایی شکل‌های منفرد پیداست.

تاج‌گذاری ناپلئون، ۱۸۰۶

شرکت‌کننده‌های مراسم تاجگذاری یکی یکی به کارگاه داوید می‌آمدند و ژست می‌گرفتند تا او از آن‌ها نقاشی کند. شکوه رسمی درباریان که در مراسم گرد آمده‌اند بیش از آن که یادآور پیکره‌های رومی باشد نقش-موزائیک‌های بیزانسی را تداعی می‌کند با این همه درخشش شگفت رنگ‌های طلا و جواهرها و جامه‌های مخمل و زربفت از سنت ونیزی به ویژه آثار پائولو و رونزه اقتباس شده‌است. داوید به دلیل خواسته‌های متفاوت ناپلئون برای این نقاشی مجبور شد چندین قسمت نقاشی را مجدداً تکرار کند. داوید تنها برای این نقاشی ۱۴٬۰۰۰ فرانک در یافت کرد. به تدریج حمایت ناپلئون از داوید کمتر شد و داوید آغاز کرد به جنگیدن با سایر هنر مندان. مردی که زمانی در برابر آکادمی شورش می‌کرد حالا خودش رهبر یک مکتب شده بود. او نقاشی فرانسه رو تغییر داده بود و مردم را با معیارهای جدید زیبایی آشنا کرده بود. اما بقیه از سلطهٔ او ترس داشتند و بلند پروازی‌های او به ضررش تمام شد. شکی نیست که هنرمندانی که به ناپلئون دسترسی داشتند ضد داوید سخن پرانی کردند به علاوه ذائقه‌های جدید در حال شکل‌گیری بود. مناظر مدرن و صحنه‌های نبرد پر از جزئیات تاریخ معاصر مورد علاقه بود. بیشتر از همه موضوعات بر گرفته از تاریخ فرانسه یا از اساطیر مرموز هر چه بیشتر محبوب می‌شد. این طلوع رومانتیسم بود.

## تبعید و مرگ

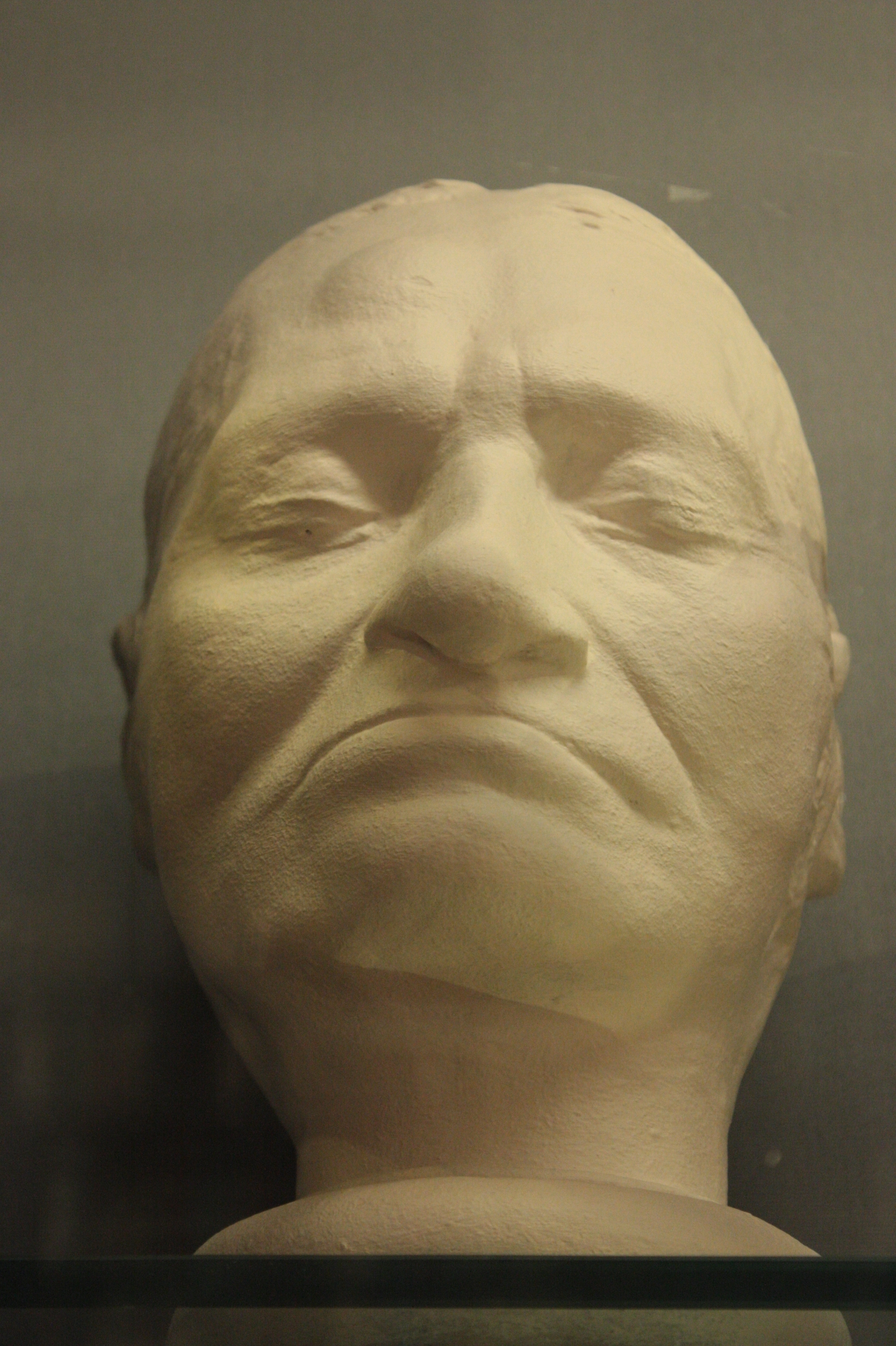
ماسک مرگ ژان لویی دیوید

با برگشت دودمان بوربون به قدرت، داوید که از انقلابیون سابق و دوستدار بناپارت بود و به دلیل راًی دادن به اعدام لوئی شانزدهم و شرکت در مرگ لوئی هفدهم در فهرست تبعید قرار گرفت. شاه بوربن جدید لوئی ۱۸ داوید را بخشید و حتی موقعیت قضاوت نقاشی را به او پیشنهاد کرد اما داوید نپذیرفت و تبعید خودش را در بروکسل (پایتخت بلژیک) ترجیح داد. هنگامی که کشورهای اروپایی می‌کوشیدند شرایط قبل از انقلاب را از نو بر قرار کنند داوید تبعیدی در بروکسل از نقاشی وقایع معاصر رویگردان شد. به جز چند تک چهرهٔ سفارشی دوباره به سنت‌های دوران باستان بازگشت و در بروکسل در کنار همسرش در آرامش زندگی کرد. در آن زمان داوید صحنه‌های اسطوره‌ای را با مقیاس کوچکتر نقاشی کرد و همین‌طور تصاویری از شهروندان بروکسلی و دوستداران ناپلئون را کار کرد. داوید آخرین کارش با نام «مارس توسط ونوس و گریس‌ها خلع سلاح می‌شود» را در سال‌های ۱۸۲۲ تا ۱۸۲۴ خلق کرد. در ماه دسامبر ۱۸۲۳ نوشت: 
«این آخرین تصویریست که خواهم کشید و در این کار از خودم فراتر خواهم رفت و تاریخ ۵۷ سالگی ام را در آن قرار می‌دهم و پس از این دیگر قلموهایم را برنخواهم داشت.»
 نقاشی پایانی که رنگ آمیزی شفافی داشت اول در بروکسل بعد در پاریس نمایش داده شد. بیش از ده هزار نفر به دیدن او و نقاشی اش آمده بودند. در سال‌های بعد او پیشرو استعدادهای هنری باقی‌ماند حتی بعد از ضربه‌ای که در بهار ۱۸۲۵ بر او وارد شد و صورتش از بین رفت و به لکنت زبان دچار شد. سرانجام در ۲۹ دسامبر سال ۱۸۲۵ داوید چشم از جهان فروبست. بعد از مرگش برخی از نقاشی‌های او در پاریس به حراج گذاشته شد و به مقدار ناچیزی فروخته شد. نقاشی معروف مرگ مارا برای دوری کردن از احساسات عموم در اتاقی مجزا به نمایش گذاشته شد. به دلیل شرکت او در کشتن لوئی ۱۵ برای برگشتن و به خاک سپاری پیکر او در پاریس اجازه صادر نشد. بدن ژاک لوئی داوید در گورستان بروکسل به خاک سپرده شد در حالی که قلبش در پاریس به خاک سپرده شد.

## هنر داوید و شاگردانش
در مسیر تحول هنری داوید آمیزش چند گرایش متناقض را ملاحظه می‌کنیم: او از کلاسی سیزم سختگیر دوران جوانی می‌آغازد و در تصویرهای دورهٔ ناپلئونی به کار بست رنگ و نور به سیاق نقاشان ونیزی متمایل می‌شود. در این زمان او آثار روبنس را مطالعه می‌کند تا رنگ‌های خود را سبک‌تر و روشنتر سازد. با اینحال پرده‌هایی که از موضوعات معاصر و کلاسیک می‌کشد بیانگر تمرکز جدی وی بر جنبهٔ طراحی هستند و این امر با تمامی اثر پذیری‌هایش از نقاشان ونیزی مغایرت دارد. تک چهره‌های او به طرزی عالی طراحی می‌شوند و در عین حال تمایلی واقع‌گرایانه را نشان می‌دهند. در پرده‌های متاًخرش مجدداً به تلطیف عناصر کلاسیک می‌پردازد. داوید برخلاف هنرمندان بزرگی چون تیتیان، رامبراند و پوسین نمی‌تواند با گذشت عمر به پختگی بیشتر برسد. هر زمان که امکان نفوذ اخلاقی و اجتماعی او کاهش می‌یابد کیفیت کارش نیز افت می‌کند. با این حال شعور هنری و ذهن منضبط داوید باعث شد که او رهبری مکتبی را بر عهده گیرد که در فراسوی مرزهای فرانسه نیز گسترش یافت. او معلم بزرگی بود و شاگردانی چون گرو، ژیرده، ژرار و انگر را پرورش داد. کارگاه وی برخلاف معمول محافل کلاسیک گرا، کانون آزادی سلیقه‌ها و برخورد اندیشه‌ها بود. داوید به شاگردانش توصیه می‌کرد که موضوع آثارشان را از منابع و نوشته‌های مربوط به یونان و رم باستان برگزینند اما از هر هنر جو می‌خواست که در پرورش قریحه خاص خویش بکوشد. در واقع دو جریان از مکتب داوید سر چشمه گرفتند: یکی هنر رمانتیک که اصول کلاسیکی را نفی کرد و دیگری هنر آکادمیک که سنت کلاسیکی را به مرحلهٔ جمود رسانید. آثار دیگر داوید شامل: چشم‌انداز باغ‌های لوگزامبورگ(۱۷۹۴)، و مادام دورنیناک (۱۷۹۹)
ژان-باتیست دبره از شاگردان ژاک لویی داوید بود.

## آثار شاخص

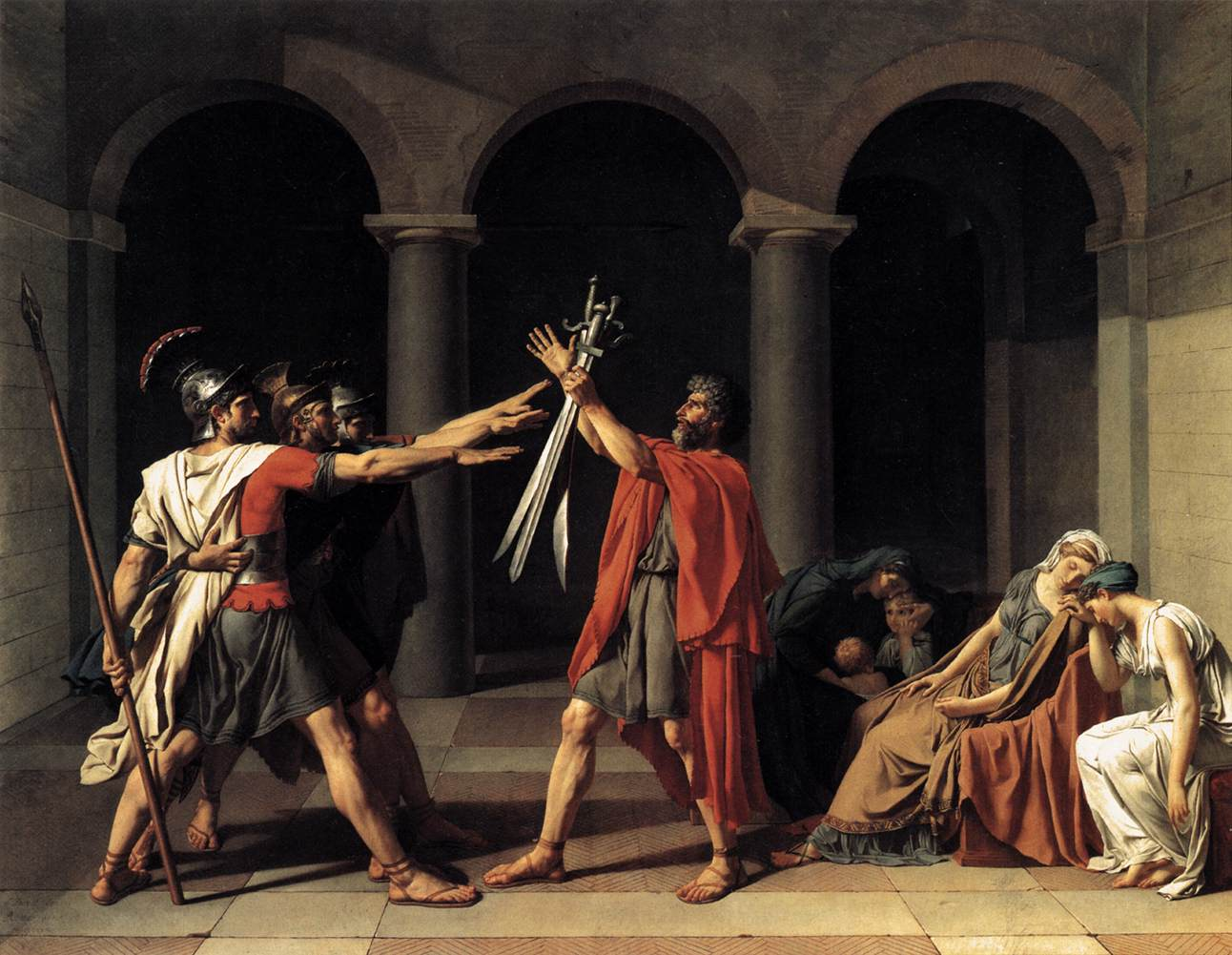
سوگند هوراتی‌ها (۱۷۸۴)
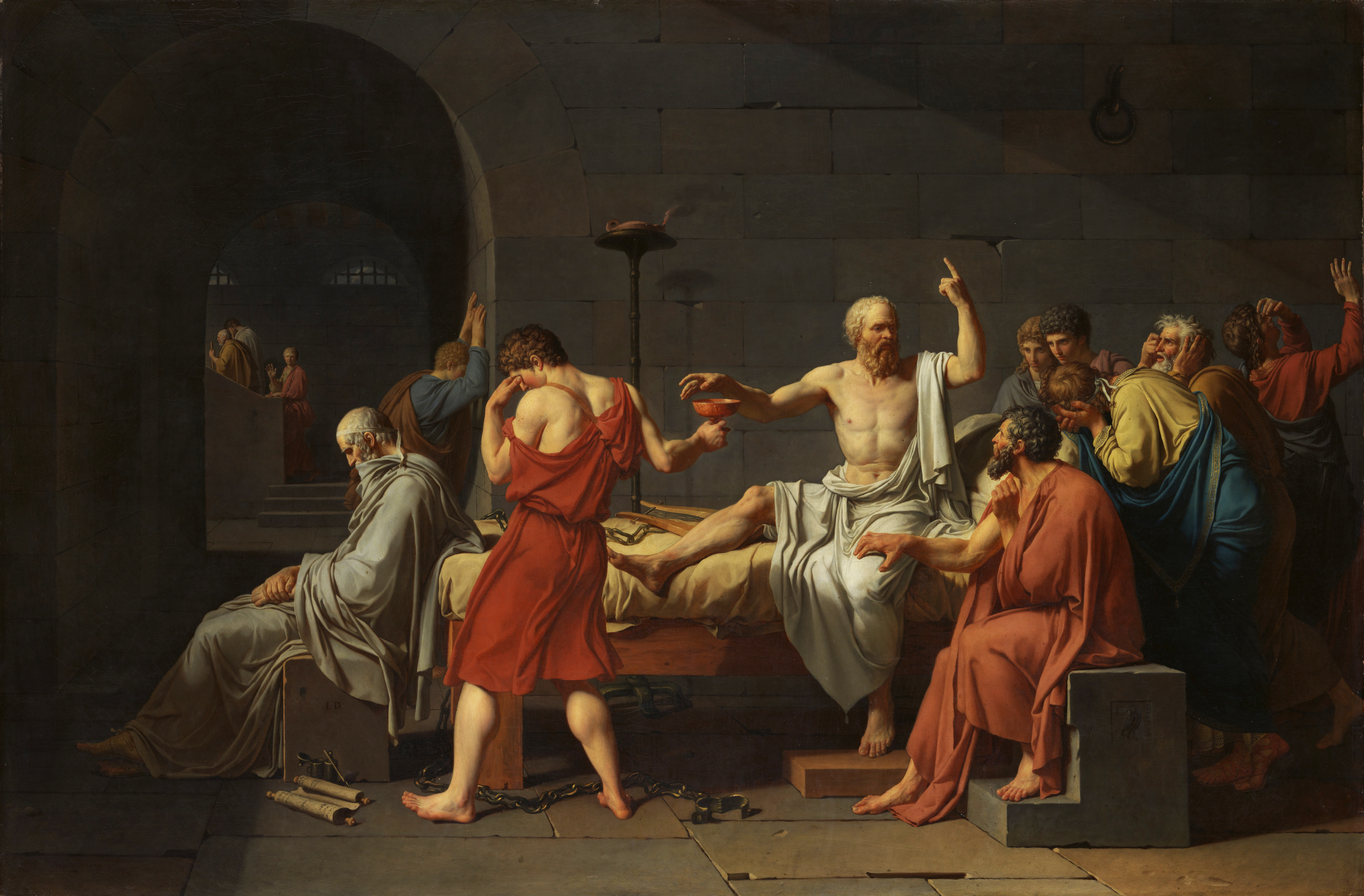
مرگ سقراط (۱۷۸۷)
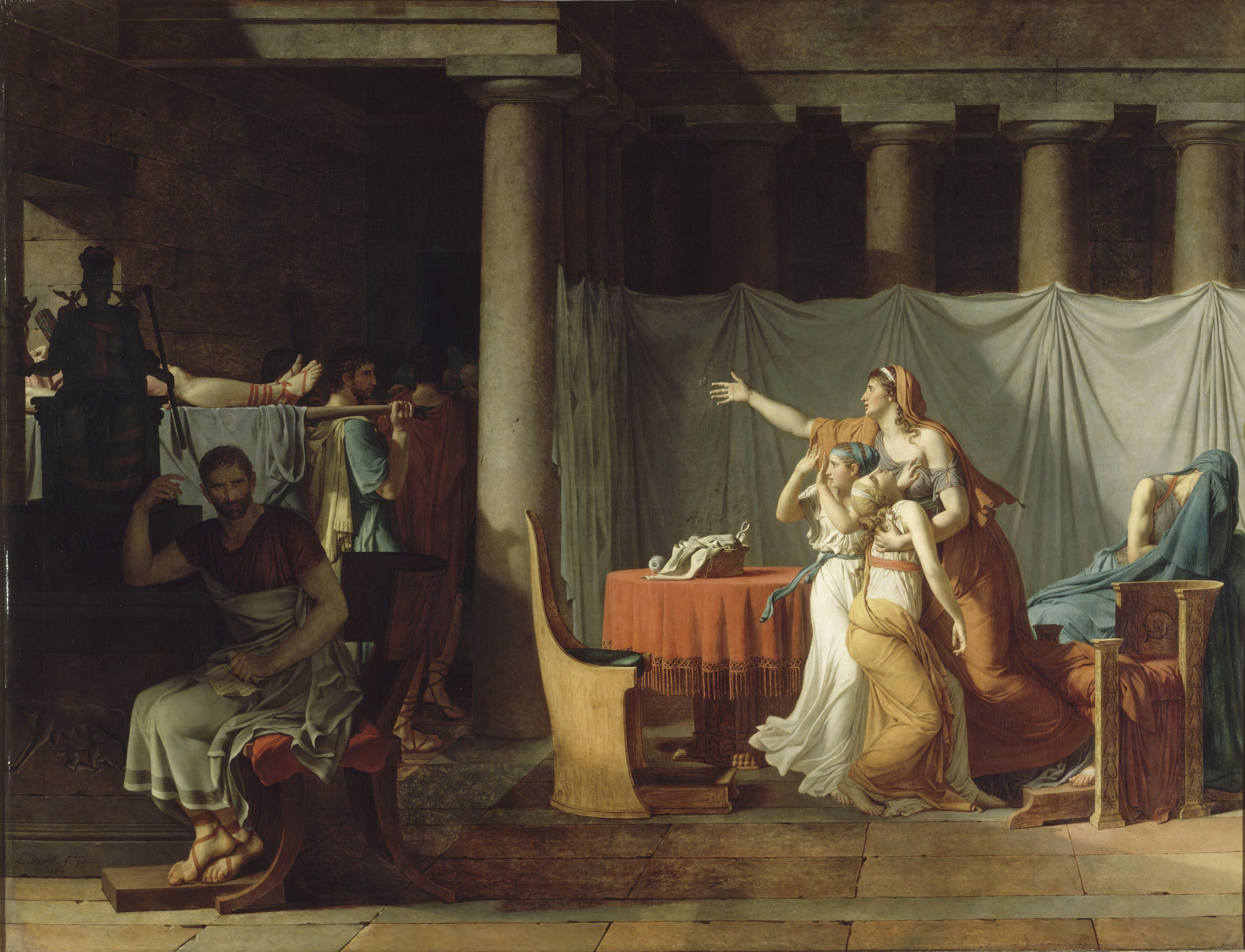
تبرداران برای بروتوس جسد پسرانش را می‌آورند (۱۷۸۹)
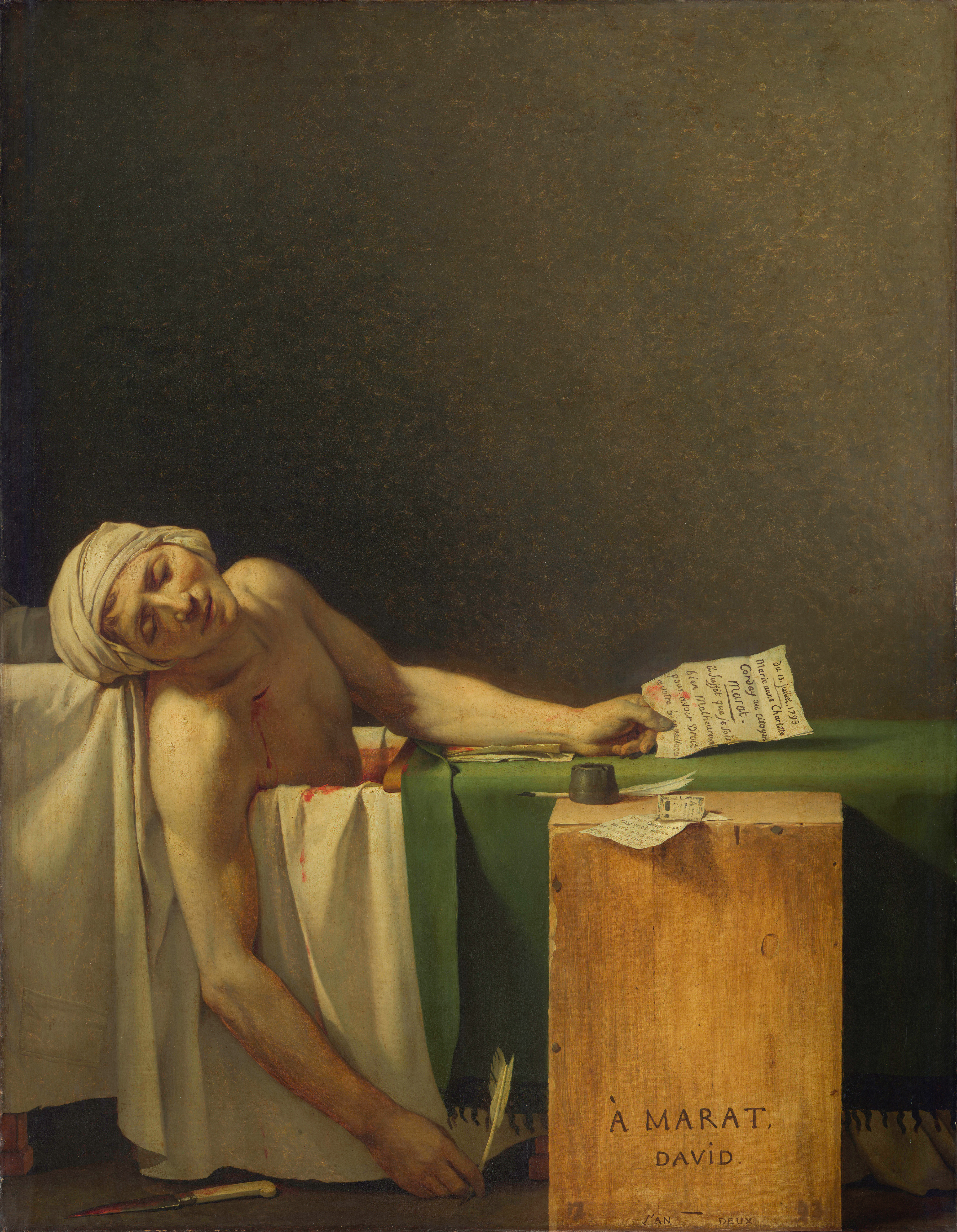
مرگ مارا (۱۷۹۳)
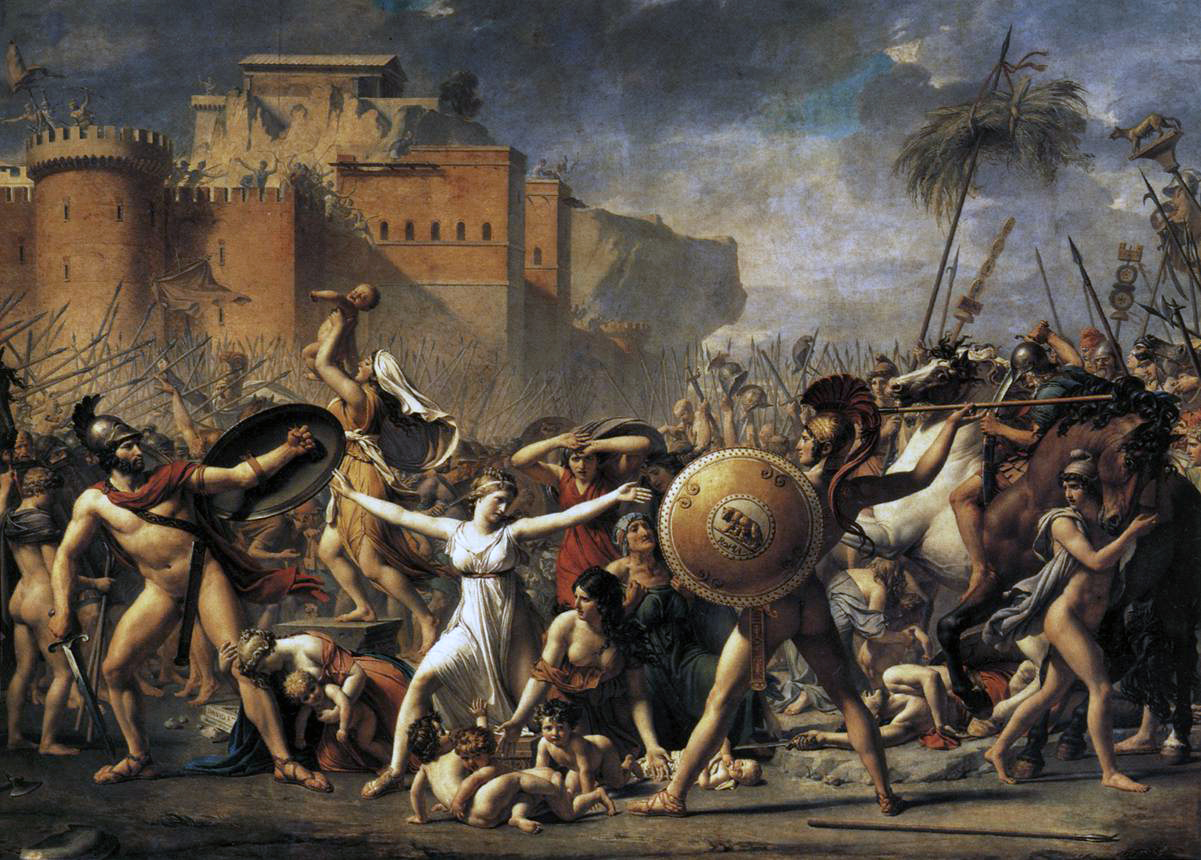
مداخله زنان اهل سابین (۱۷۹۹)
ناپلئون در حال عبور از آلپ (۱۸۰۰)
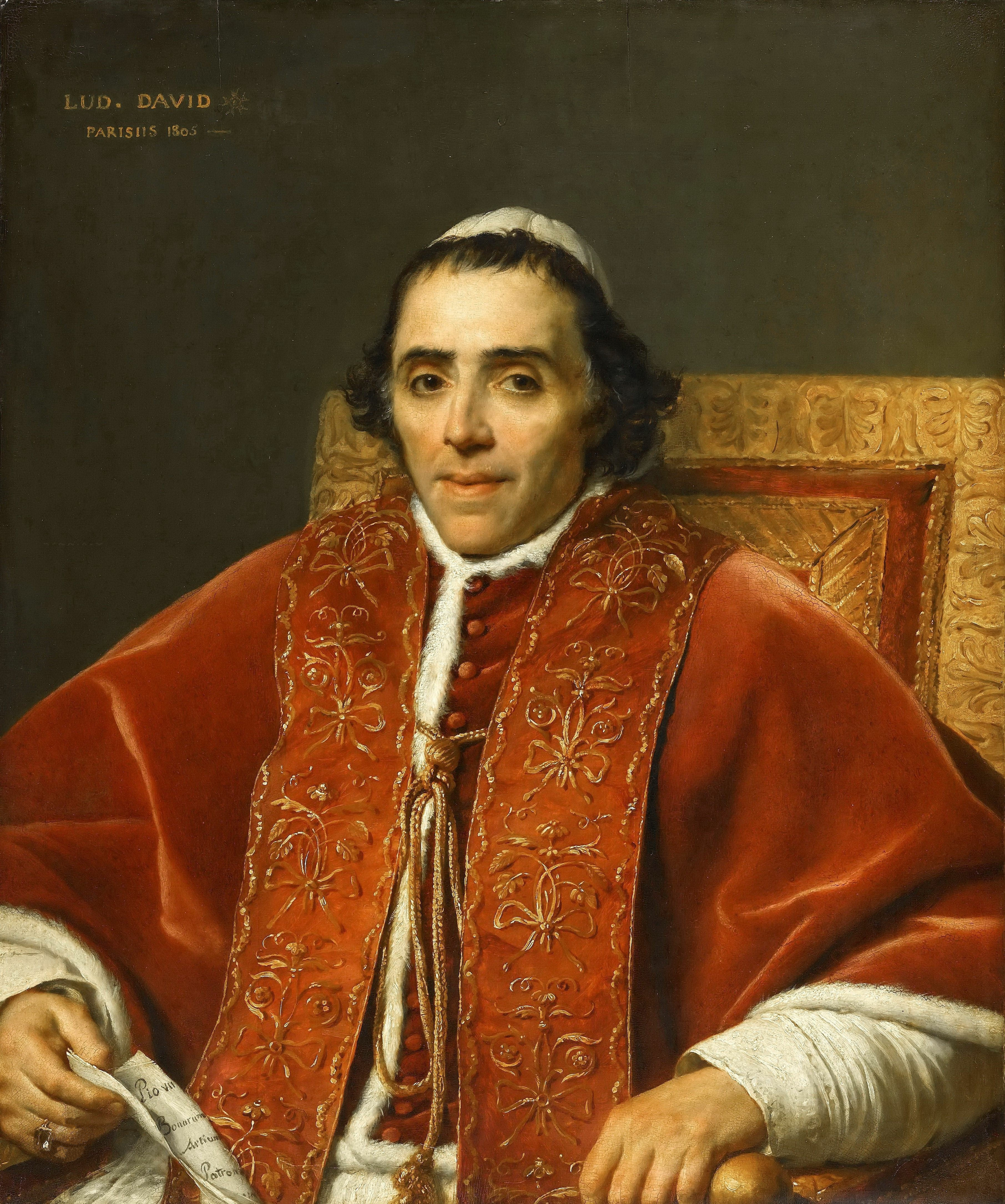
پاپ پیوس هفتم (۱۸۰۵)
تاج‌گذاری ناپلئون (۱۸۰۶)
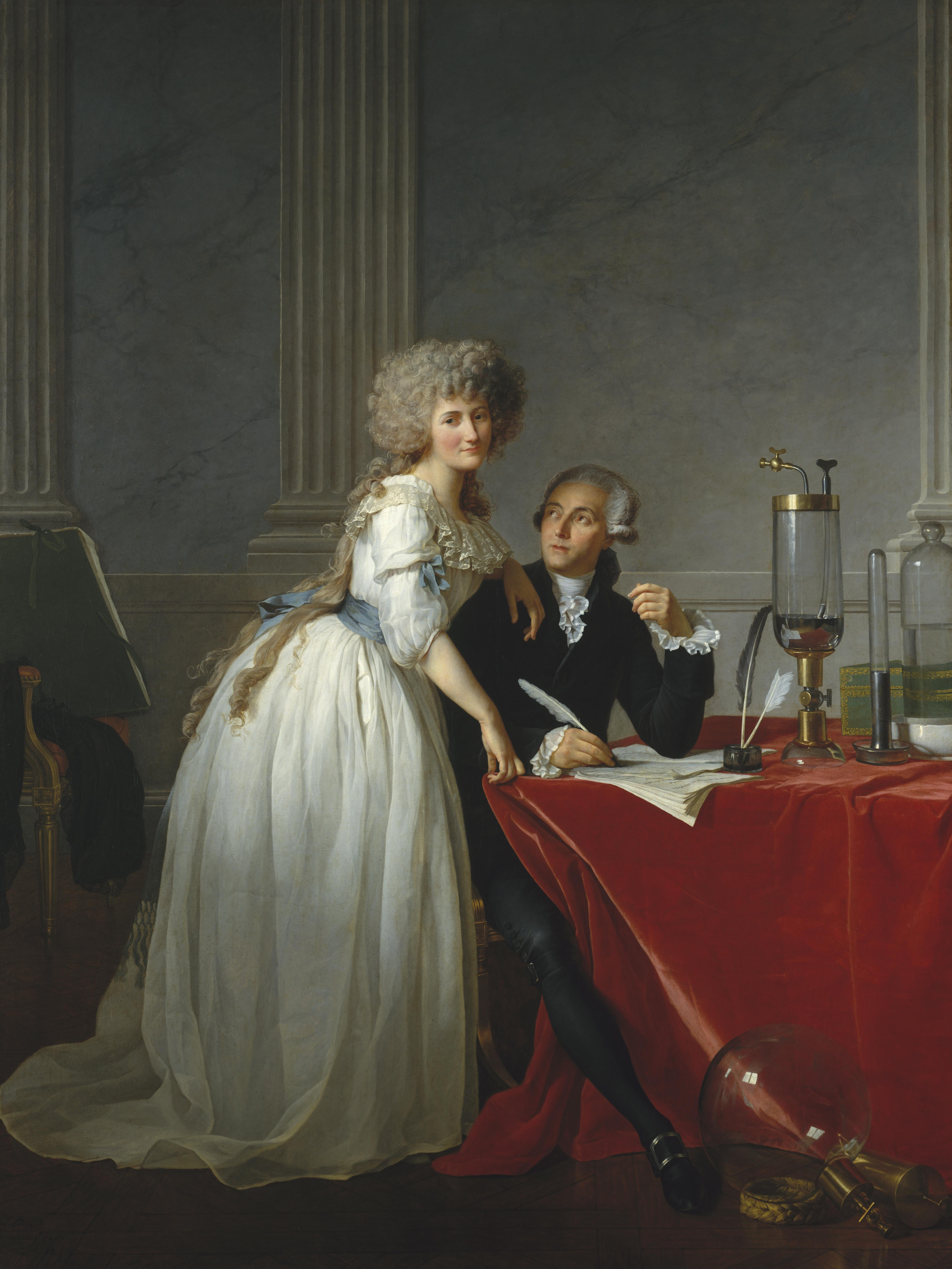
پُرتره از آنتوان لاووازیه و همسرش ۱۷۸۸ م. موزه متروپولیتن نیویورک
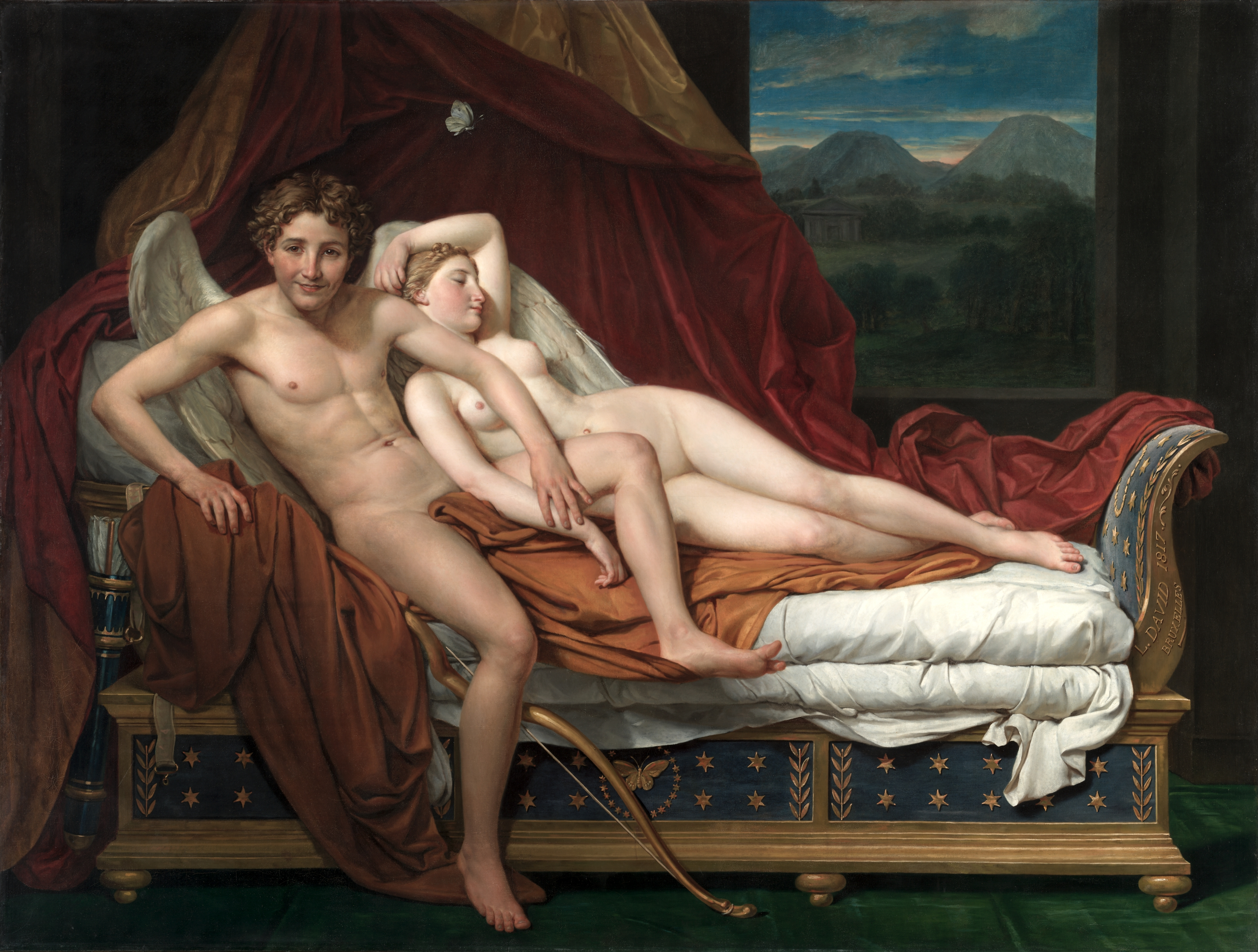
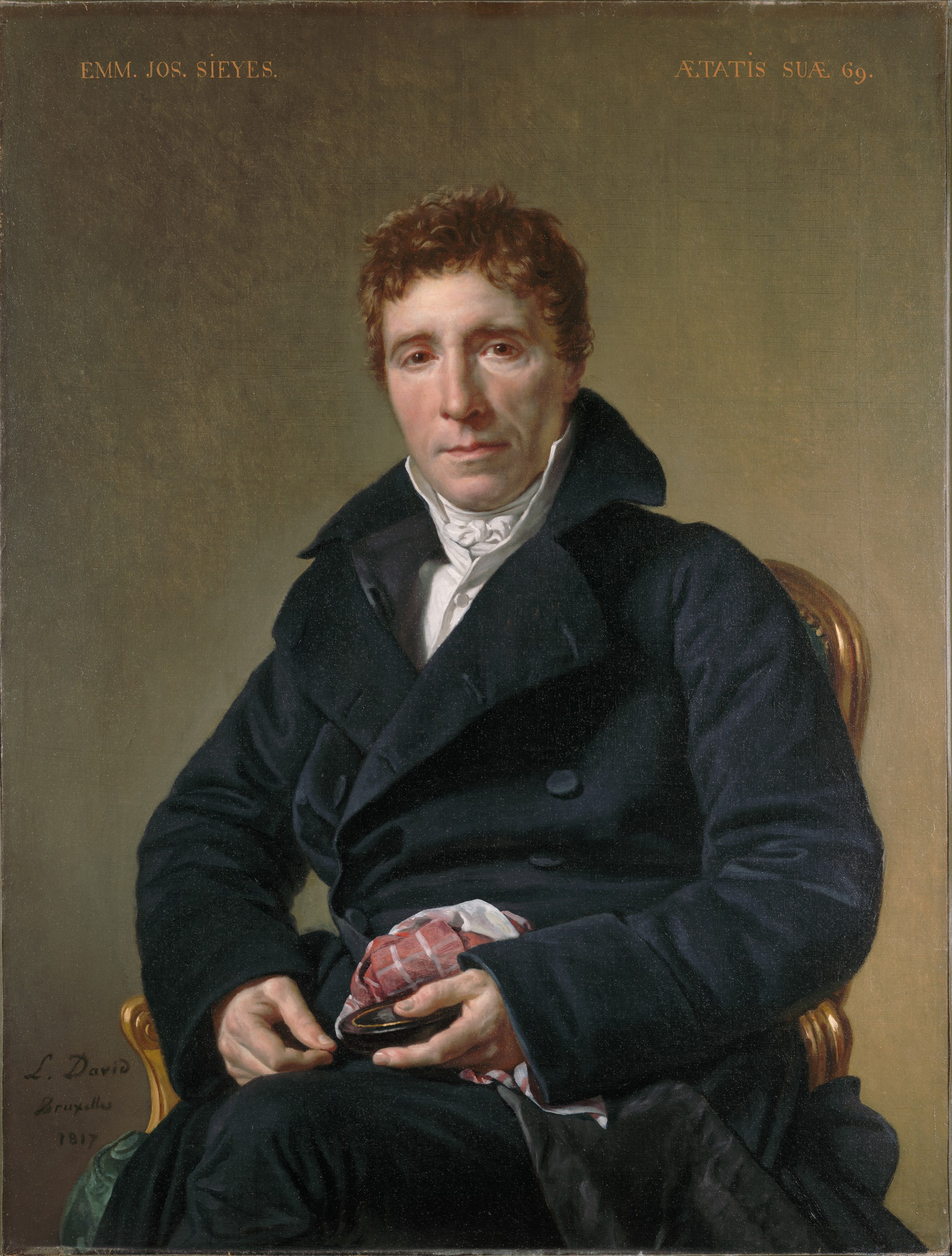
پرتره از امانوئل ژوزف سیس (۱۸۱۷)

## برخی از آثار
- سوگند هوراتی‌ها
(۱۷۸۴)
- مرگ سقراط
(۱۷۸۷)
- تبرداران برای بروتوس جسد پسرانش را می‌آورند
(۱۷۸۹)
- مرگ مارا
(۱۷۹۳)
- مداخله زنان اهل سابین
(۱۷۹۹)
- ناپلئون در حال عبور از آلپ
(۱۸۰۰)
- پاپ پیوس هفتم
(۱۸۰۵)
- تاج‌گذاری ناپلئون
(۱۸۰۶)
- پُرتره از آنتوان لاووازیه و همسرش
۱۷۸۸ م.
موزه متروپولیتن نیویورک
- پرتره از امانوئل ژوزف سیس (۱۸۱۷)